# Sava II. Petrović-Njegoš
Sava II. Černohorský (18. ledna 1702 – 9. března 1782) (cyrilicí Сава II Петровић Његош) byl druhý černohorský vladyka. Patřil k dynastii Petrović-Njegoš a jako vladyka nastoupil po svém předchůdi Danilovi I. v roce 1735. Chvíli také vládl společně se svým bratrem Vasilijem III.
V roce 1766 byl Péćský patriarchát v Srbsku obsazen Turky (tuto záležitost silně podporovalo řecké duchovenstvo). Sava II. svým dopisem, poslaným do Moskvy, celé město zburcoval. V dopise napsal, že "srbský národ je v těžkém otroctví" a požádal Svatý Synod v Rusku o pomoc. V dopise se také Sava ptal ruské císařovny : "Ochraňte Srby, kteří jsou narušováni z Řecka a Turecka..." "...Jsme připraveni zaplavit Rusko krví..." Savovým nástupcem se stal Petr I. Petrović-Njegoš.